# Mistrzostwa Islandii w Skokach Narciarskich i Kombinacji Norweskiej 1940
Mistrzostwa Islandii w Skokach Narciarskich i Kombinacji Norweskiej 1940 – zawody, które wyłoniły najlepszych skoczków narciarskich i kombinatorów norweskich w Islandii w roku 1940. Po raz pierwszy zawody w skokach rozegrano w kilku kategoriach wiekowych; całość odbyła się pod koniec marca 1940 roku.
Były to czwarte zawody o tytuł najlepszego skoczka w Islandii a także trzecie zawody o tytuł najlepszego kombinatora norweskiego. W konkursie skoków najlepszy był Jón Þorsteinsson, który zwyciężył po skokach na 30 i 29,5 m. Na kolejnych miejscach uplasowali się Alfreð Jónsson i Jónas Ásgeirsson. W skokach i biegu, czyli kombinacji norweskiej, najlepszy był Jónas Ásgeirsson. Wyprzedził Guðmundura Guðmundssona i Ásgrímura Stefánssona.
Rozegrano też trzy inne konkurencje (wyłącznie w skokach). W kategorii od 10 do 12 lat zwyciężył Ari Guðmundsson, w kategorii od 13 do 15 lat wygrał Sigtr. Stefánsson, a w zawodach juniorów triumfował Sigurður Þórðarson.

## Wyniki medalistów

### Kombinacja norweska
| Miejsce | Zawodnik              | Punkty |
| ------- | --------------------- | ------ |
| 1.      | Jónas Ásgeirsson      | 448,3  |
| 2.      | Guðmundur Guðmundsson | 431,9  |
| 3.      | Ásgrímur Stefánsson   | 396,2  |

### Skoki narciarskie

#### Seniorzy
| Miejsce | Zawodnik         | Skok 1 | Skok 2 | Nota  |
| ------- | ---------------- | ------ | ------ | ----- |
| 1.      | Jón Þorsteinsson | 30,0   | 29,5   | 226,1 |
| 2.      | Alfreð Jónsson   | 30,0   | 30,0   | 222,5 |
| 3.      | Jónas Ásgeirsson | 27,5   | 28,0   | 218,8 |

#### Juniorzy
| Miejsce | Zawodnik           | Skok 1 | Skok 2 | Nota  |
| ------- | ------------------ | ------ | ------ | ----- |
| 1.      | Sigurður Þórðarson | 23,0   | 23,5   | 217,7 |
| 2.      | Einar Ólafsson     | 24,0   | 24,0   | 217,6 |
| 3.      | Magnús Árnason     | 23,5   | 25,0   | 214,8 |

#### 13-15 lat
| Miejsce | Zawodnik           | Skok 1 |
| ------- | ------------------ | ------ |
| 1.      | Sigtr. Stefánsson  | 18,5   |
| 2.      | Kristján Einarsson | 18,0   |
| 3.      | Árni Jónsson       | 17,5   |

#### 10-12 lat
| Miejsce | Zawodnik                    | Skok 1                      |
| ------- | --------------------------- | --------------------------- |
| 1.      | Ari Guðmundsson             | 13,5                        |
| 2.      | Almar Jónsson               | 13,0                        |
| 3.      | Startowało dwóch zawodników | Startowało dwóch zawodników |